# Dazaifu (gouvernement)

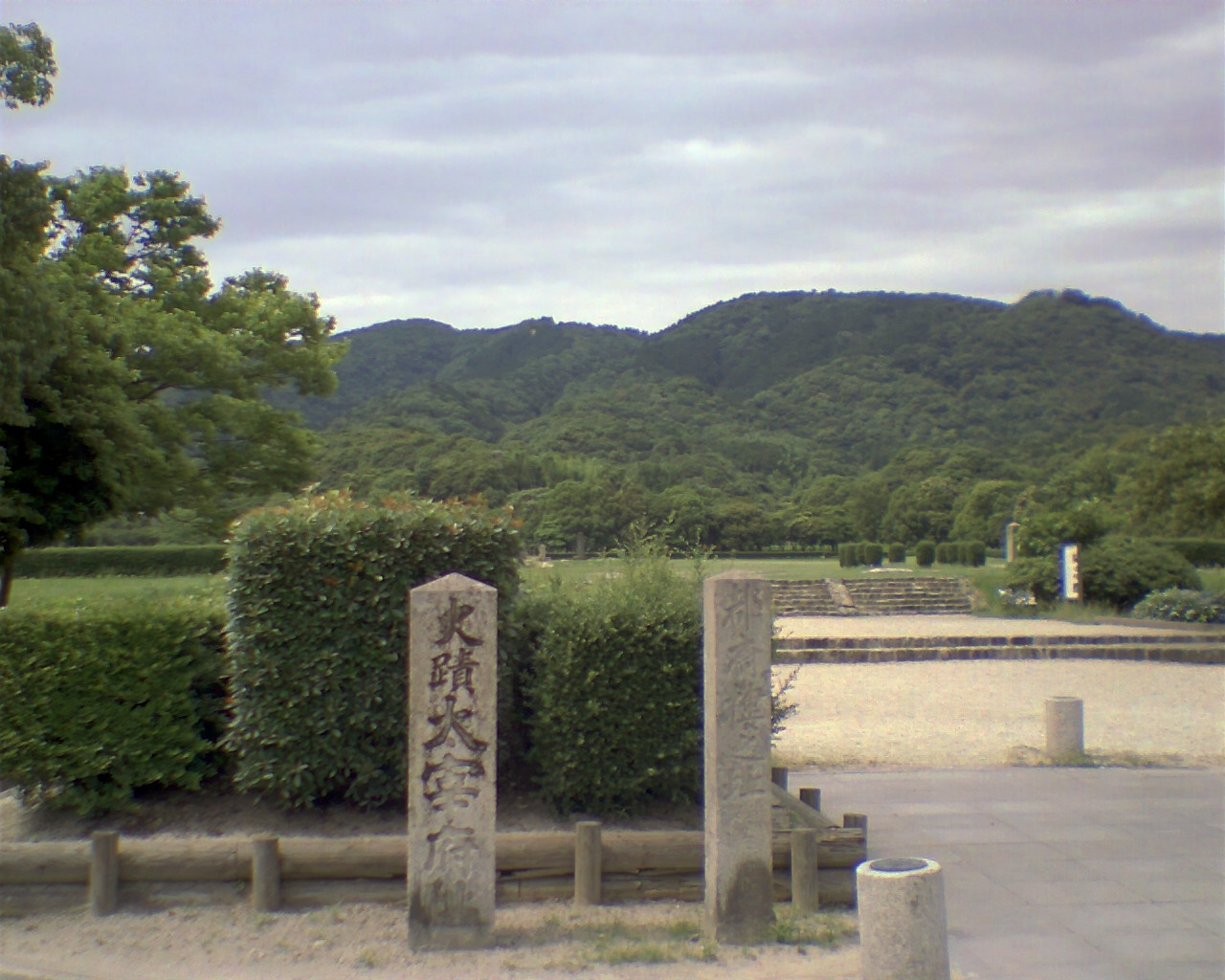
Stèle commémorative du Dazai-fu dans la ville éponyme.

Le Dazaifu (大宰府) est un terme japonais qui désigne le gouvernement régional de Kyūshū du VIIIe siècle au XIIe siècle. Le nom peut aussi se référer au siège du gouvernement, devenu la ville moderne de Dazaifu dans la préfecture de Fukuoka.

## Histoire
Le gouvernement Dazaifu est établi au nord-ouest de Kyūshū à la fin du VIIe siècle. La ville de Dazaifu grandit autour du siège civil et militaire du gouvernement régional. Durant les VIIIe et IXe siècles, les documents citent le Dazaifu comme « la lointaine capitale ». En 1268, des émissaires portant les lettres de Kubilai Khan paraissent à la cour du Dazaifu. Une succession d'envoyés se présentent avant l'invasion infructueuse de 1274.
Au cours de la période Muromachi, le centre politique de la région est déplacé à Hakata.
La ville de Dazaifu est le fief du clan Shōni et plus tard du clan Ōuchi. Pendant l'époque d'Edo, Dazaifu fait partie du domaine de Kuroda jusqu'à l'abolition du système han en 1873.

## Usage
Le terme désigne le gouvernement régional de l'île de Kyūshū mais aussi les îles voisines.
Du VIIe siècle jusqu'au XIIIe siècle, le gouverneur et vice-gouverneur du Dazaifu remplissent des fonctions civiles et militaires. Les titres des vice-gouverneurs sont Dazai dani et Dazai shoni. Parmi les Dazai shoni figure Fujiwara no Hirotsugu qui commence en 740 une rébellion la même année.
Il existe parfois un gouverneur absent officiel (Dazai-no-sotsu). Ce titre n'est accordé qu'aux princes impériaux. Parmi ceux qui occupent ce poste se trouve Takaharu-shinnō qui devient plus tard l'empereur Go-Daigo.

### Ville
Dazaifu est le nom de l'endroit où le gouvernement central est installé de la fin de l'époque de Nara jusqu'à la période Muromachi. C'est la ville qui a grandi autour du centre de gouvernement du VIIe siècle jusqu'au XIIe siècle. C'est aussi le nom de la petite ville qui a continué de croître, même après que le centre régional de gouvernement a été déplacé.

### Région
Dazaifu désigne la région qui inclut toutes les provinces sur l'île de Kyūshū et les autres îles proches.

### Gouvernement
Le Dazaifu est le nom du gouvernement civil sur l'île de Kyūshū. Comme elle grandit et se développe, un grand complexe de bureaux gouvernementaux (都府楼迹, Tofuro-ato) est construit pour l'usage de la hiérarchie des bureaucrates. Les nombreux bâtiments sont disposés le long d'une grille symétrique proche du temple bouddhiste Kanzeon-ji (観世音寺).
Le terme « dazaifu » est une métonymie de la position officielle à la tête du gouvernement régional. Il s'agit donc d'une métonymie pour la personne qui remplit ce rôle de direction.

## Source de la traduction
- (en) Cet article est partiellement ou en totalité issu de l’article de Wikipédia en anglais intitulé « Dazaifu (government) » (voir la liste des auteurs).